# 第75届黄金时段艾美奖
第75屆黃金時段艾美獎（英語：75th Primetime Emmy Awards）表彰从2022年6月1日到2023年5月31日期间，由電視藝術及科學學院评选出的美国黄金时段电视节目中的最佳作品。原定于2023年9月18日举行颁奖典礼，而创意艺术艾美奖则定于9月9日和10日举行。但由于2023年美国编剧协会大罢工和2023年美国演员工会大罢工，黄金时段艾美奖被推迟到2024年1月15日，并在FOX播出。创意艺术艾美奖则于2024年1月6日和7日举行。提名名单于2023年7月12日公布。

## 获奖与入围名单
获奖与入围名单如下。

### 劇集類
| 最佳喜劇類影集獎 - 《大熊餐廳》 (FX电视网) - 《小学风云》 (美国广播公司) - 《殺手進城》 (HBO) - 《陪审义务》 (Amazon Freevee) - 《漫才梅索太太》 (Amazon Prime Video) - 《破案三人行》 (Hulu) - 《泰德·拉索：錯棚教練趣事多》 (Apple TV+) - 《星期三》 (Netflix) | 最佳劇情類影集獎 - 《继承之战》 (HBO) - 《安道爾》 (Disney+) - 《絕命律師》 (AMC) - 《王冠》 (Netflix) - 《龍族前傳》 (HBO) - 《最後生還者》 (HBO) - 《白蓮花大飯店》 (HBO) - 《黃蜂》 (Showtime電視網) |
| 最佳有限劇集 - 《怒呛人生》 (Netflix) - 《食人魔达莫》 (Netflix) - 《黛西与乐队》 (Prime Video) - 《弗莱斯曼有麻烦了》 (FX) - 《歐比王·肯諾比》 (Disney+) | 最佳實境競賽節目 - 《鲁保罗变装皇后秀》 (音樂電視網) - 《极速前进美国版》 (CBS) - 《倖存者》 (CBS) - 《頂尖主廚大對決》 (美國精彩電視台) - 《美國之聲》 (全国广播公司)                                  |
| 最佳綜藝脫口秀 - 《每日秀》 (喜劇中心) - 《吉米·坎摩尔直播秀》 (ABC) - 《塞斯·梅耶斯深夜秀》 (NBC) - 《斯蒂芬·科拜尔晚间秀》 (CBS) - 《喬恩·史都華到底有什麼問題？》 (Apple TV+)                                                                                 | 最佳劇本綜藝節目 - 《約翰奧利佛之昔日新聞報報》 (HBO) - 《姊妹站起來》 (HBO) - 《週六夜現場》 (NBC) |

### 表演類

#### 主角
| 最佳喜劇類影集男主角 - 傑瑞米·艾倫·懷特 – 《大熊餐廳》 (FX) - 比爾·哈德 – 《殺手進城》 (HBO) - 傑森·席格爾 – 《诊疗中》 (Apple TV+) - 馬丁·肖特 – 《破案三人行》 (Hulu) - 傑森·蘇戴西斯 – 《泰德·拉索：錯棚教練趣事多》 (Apple TV+)                                                                      | 最佳喜劇類影集女主角 - 昆塔·布倫森 – 《小学风云》 (ABC) - 克里斯蒂娜·艾伯盖特 – 《死生之交》 (Netflix) - 瑞秋·布羅斯納安 – 《漫才梅索太太》 (Prime Video) - 娜塔莎·雷昂 – 《撲克臉》 (孔雀) - 珍娜·奧特嘉 – 《星期三》 (Netflix)                                                       |
| 最佳劇情類影集男主角 - 基蘭·克金 – 《继承之战》 (HBO) - - 傑夫·布里吉 – 《亡命再劫》 (FX) - 布萊恩·考克斯 – 《继承之战》 (HBO) - 鮑勃·奧登科克 – 《絕命律師》 (AMC) - 佩德羅·帕斯卡 – 《最後生還者》 (HBO) - 傑瑞米·史壯 – 《继承之战》 (HBO)                                                            | 最佳劇情類影集女主角 - 莎拉·史努克 – 《继承之战》 (HBO) - 莎朗·豪根 – 《非常姊妹大作戰》 (Apple TV+) - 梅兰妮·林斯基 – 《黃蜂》 (Showtime) - 伊丽莎白·莫斯 – 《侍女的故事》 (Hulu) - 貝拉·拉姆齊 – 《最後生還者》 (HBO) - 凱莉·羅素 – 《頭號外交官》 (Netflix)                         |
| 最佳有限劇集或電視電影男主角 - 史蒂文·連 – 《怒呛人生》 (Netflix) - 泰隆·艾奇頓 – 《黑鳥》 (Apple TV+) - 庫梅爾·南賈尼 – 《欢迎来到切彭代尔斯》 (Hulu) - 伊万·彼得斯 – 《食人魔达莫》 (Netflix) - 丹尼尔·拉德克利夫 – 《怪人：阿尔·杨科维克的故事》 (Roku頻道) - 迈克尔·珊农 – 《乔治和塔米》 (Showtime) | 最佳有限劇集或電視電影女主角 - 黄阿丽 – 《怒呛人生》 (Netflix) - 麗茲·凱普蘭 – 《弗莱斯曼有麻烦了》 (FX) - 杰西卡·查斯坦 – 《乔治和塔米》 (Showtime) - 多米妮可·斐許巴克 – 《蜂群》 (Prime Video) - 凱薩琳·哈恩 – 《最美丽的小事》 (Hulu) - 芮莉·克亞芙 – 《黛西与乐队》 (Prime Video) |

#### 配角
| 最佳喜劇類影集男配角 - 艾邦·摩斯-貝克許 – 《大熊餐廳》 (FX) - 安东尼·凯瑞根 – 《殺手進城》 (HBO) - 菲尔·邓斯特 – 《泰德·拉索：錯棚教練趣事多》 (Apple TV+) - 布雷特·戈德斯坦 – 《泰德·拉索：錯棚教練趣事多》 (Apple TV+) - 詹姆斯·馬斯登 – 《陪审义务》 (Amazon Freevee) - 泰勒·詹姆斯·威廉斯 – 《小学风云》 (ABC) - 亨利·温克勒 – 《殺手進城》 (HBO) | 最佳喜劇類影集女配角 - 阿尤·艾德維利 – 《大熊餐廳》 (FX) - 艾利克斯·布斯汀 – 《漫才梅索太太》 (Prime Video) - 贾内尔·詹姆斯 – 《小学风云》 (ABC) - 雪莉·李·拉爾夫 – 《小学风云》 (ABC) - 朱诺·谭波儿 – 《泰德·拉索：錯棚教練趣事多》 (Apple TV+) - 汉娜·沃丁厄姆 – 《泰德·拉索：錯棚教練趣事多》 (Apple TV+) - 杰西卡·威廉姆斯 – 《诊疗中》 (Apple TV+) |
| 最佳劇情類影集男配角 - 馬修·麥費狄恩 – 《继承之战》 (HBO) - F·莫瑞·亞伯拉罕 – 《白蓮花大飯店》 (HBO) - 尼古拉斯·布朗 – 《继承之战》(HBO) - 米高·伊派里奧里 – 《白蓮花大飯店》 (HBO) - 提奥·詹姆斯 – 《白蓮花大飯店》 (HBO) - 阿蘭·拉克 – 《继承之战》 (HBO) - 福田知盛 – 《白蓮花大飯店》 (HBO) - 亞歷山大·斯卡斯加德 – 《继承之战》 (HBO)            | 最佳劇情類影集女配角 - 詹妮佛·库里奇 – 《白蓮花大飯店》 (HBO) - 伊莉莎白·戴比基 – 《王冠》 (Netflix) - 梅格翰·法伊 – 《白蓮花大飯店》 (HBO) - 萨布里娜·因帕恰托雷 – 《白蓮花大飯店》 (HBO) - 奧布瑞·普拉扎 – 《白蓮花大飯店》 (HBO) - 蕾亚·塞洪 – 《絕命律師》 (AMC) - J·史密斯-卡梅倫 – 《继承之战》 (HBO) - 西蒙娜·塔巴斯科 – 《白蓮花大飯店》 (HBO)  |
| 最佳有限劇集或電視電影男配角 - 保羅·華特·豪澤 – 《黑鳥》 (Apple TV+) - 莫瑞·巴特利特 – 《欢迎来到切彭代尔斯》 (Hulu) - 理查德·詹金斯 – 《食人魔达莫》 (Netflix) - 約瑟夫·李 – 《怒呛人生》 (Netflix) - 雷·利奥塔 (去世)– 《黑鳥》(Apple TV+) - 英·馬齊諾 – 《怒呛人生》 (Netflix) - 杰西·普莱蒙 – 《爱与死亡》 (Max)                                  | 最佳有限劇集或電視電影女配角 - 尼西·奈許 – 《食人魔达莫》 (Netflix) - 安娜莱吉·阿什福特 – 《欢迎来到切彭代尔斯》 (Hulu) - 玛丽亚·贝罗 – 《怒呛人生》 (Netflix) - 克萊兒·丹妮絲 – 《弗莱斯曼有麻烦了》 (FX) - 朱丽叶特·刘易斯 – 《欢迎来到切彭代尔斯》 (Hulu) - 卡米尔·莫罗尼 – 《黛西与乐队》 (Prime Video) - 梅里特·韦弗 – 《最美丽的小事》 (Hulu)     |

## 主獎項多項提名与获奖

### 依据节目
主獎項提名最多節目和播放平台列表：
| 提名数量 | 节目名称                      | 类别               | 播放平台           |
| -------- | ----------------------------- | ------------------ | ------------------ |
| 14       | 《继承之战》                  | 剧情类             | HBO                |
| 12       | 《白蓮花大飯店》              | 剧情类             | HBO                |
| 9        | 《怒呛人生》                  | 有限剧集或电视电影 | Netflix            |
| 8        | 《泰德·拉索：錯棚教練趣事多》 | 喜剧类             | Apple TV+          |
| 6        | 《殺手進城》                  | 喜剧类             | HBO                |
| 6        | 《大熊餐廳》                  | 喜剧类             | FX                 |
| 6        | 《食人魔达莫》                | 有限剧集或电视电影 | Netflix            |
| 5        | 《小学风云》                  | 喜剧类             | 美国广播公司       |
| 5        | 《絕命律師》                  | 剧情类             | AMC                |
| 5        | 《弗莱斯曼有麻烦了》          | 有限剧集或电视电影 | FX                 |
| 5        | 《最後生還者》                | 剧情类             | HBO                |
| 4        | 《欢迎来到切彭代尔斯》        | 有限剧集或电视电影 | Hulu               |
| 4        | 《漫才梅索太太》              | 喜剧类             | Amazon Prime Video |
| 3        | 《安道爾》                    | 剧情类             | Disney+            |
| 3        | 《非常姊妹大作戰》            | 剧情类             | Apple TV+          |
| 3        | 《黑鳥》                      | 有限剧集或电视电影 | Apple TV+          |
| 3        | 《黛西与乐队》                | 有限剧集或电视电影 | Prime Video        |
| 3        | 《陪审义务》                  | 喜剧类             | Amazon Freevee     |
| 3        | 《破案三人行》                | 喜剧类             | Hulu               |
| 3        | 《星期三》                    | 喜剧类             | Netflix            |
| 2        | 《王冠》                      | 剧情类             | Netflix            |
| 2        | 《乔治和塔米》                | 有限剧集或电视电影 | Showtime電視網     |
| 2        | 《诊疗中》                    | 喜剧类             | Apple TV+          |
| 2        | 《蜂群》                      | 有限剧集或电视电影 | Prime Video        |
| 2        | 《最美丽的小事》              | 有限剧集或电视电影 | Hulu               |
| 2        | 《怪人：阿尔·杨科维克的故事》 | Television Movie   | Roku頻道           |
| 2        | 《黃蜂》                      | 剧情类             | Showtime           |

| 获奖数量 | 节目                         | 播放平台 |
| -------- | ---------------------------- | -------- |
| 6        | 《大熊餐廳》                 | FX电视网 |
| 6        | 《继承之战》                 | HBO      |
| 5        | 《怒呛人生》                 | Netflix  |
| 2        | 《約翰奧利佛之昔日新聞報報》 | HBO      |

### 依据播放平台
| 提名数量 | 播放平台           |
| -------- | ------------------ |
| 40       | HBO                |
| 25       | Netflix            |
| 17       | Apple TV+          |
| 14       | Hulu               |
| 12       | FX电视网           |
| 9        | Amazon Prime Video |
| 6        | 美国广播公司       |
| 5        | AMC電視網          |
| 4        | Disney+            |
| 4        | 全国广播公司       |
| 4        | Showtime電視網     |
| 3        | CBS                |
| 3        | Freevee            |
| 2        | Max                |
| 2        | 孔雀               |
| 2        | Roku頻道           |

| 获奖数量 | 播放平台 |
| -------- | -------- |
| 9        | HBO      |
| 6        | FX电视网 |
| 6        | Netflix  |

## 備註
1. ↑  主獎項包括劇集、表演、導演和編劇，不包括創意藝術艾美獎（英语：75th Primetime Creative Arts Emmy Awards）。

## 外部連結
- 美國電視藝術和科學學院官方网站 （页面存档备份，存于）